# Olav Zipser

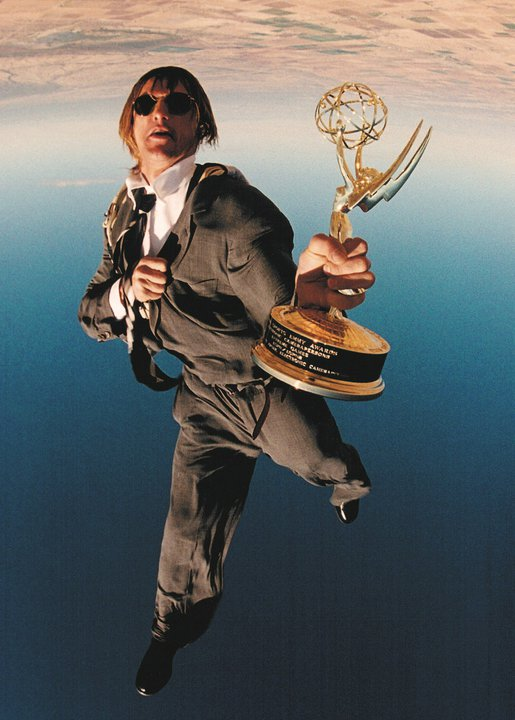
Olav Zipser (1995)

Olav Zipser (* 12. März 1966 in Simmern, Deutschland) ist ein mehrfacher Weltmeister, Trainer von mehreren und mehrfachen Weltmeistern, Sport-Emmy-Preisträger und Pionier im Fallschirmspringen.

## Leben
In den frühen 1990er Jahren entfachte Zipser mit seinem Konzept des „freien Fliegens“ die FreeFly-Revolution. Indem er begann, mit nicht-traditionellen Formen des Körperflugs zu experimentieren, stellte er den Sport des Fallschirmspringens/Skydivings buchstäblich auf den Kopf. Seitdem gilt er als „Vater des FreeFly“ und trug maßgeblich dazu bei, dass dieser neue Sport zum heutigen Wettkampfniveau der Fédération Aéronautique Internationale heranwuchs.
Zipser ist der Begründer des FreeFly-Trainings- und Schulungsprogramms, der First School of Modern SkyFlying, des Atmosphere Dolphin FreeFly-Lizenzprogramms, der Space Games und des FreeFly Astronaut Project. Er war auch der Erste, der „Space Balls“ als Referenz einsetzte, um Freeflyer nach einem internationalen Standard trainieren, testen und zertifizieren zu können.
Zipser absolvierte im Jahr 2012 seinen 21.000. Fallschirmsprung in Dubai (Vereinigte Arabische Emirate); bis dato (2021) hat er mehr als 24.000 Fallschirmsprünge absolviert.
Er ist in 25 Windkanälen der Welt geflogen, hat mehr als 50 Goldmedaillen bei verschiedenen internationalen Fallschirmsprungwettbewerben gewonnen, hat über ein Dutzend Weltmeister im Fallschirmspringen aus der ganzen Welt trainiert, und hat mit seinem eigenen Körper mehr als zweimal die Erdkugel umrundet (gemessen am Äquator).
Zipser war ein Mitglied des Human Synergy Project, einer vielfältigen Gemeinschaft von Künstlern, Wissenschaftlern, Abenteurern, Visionären, Freidenkern, Performern und Schriftstellern. Er war außerdem Testpilot und Astronaut in Ausbildung beim Team Synergy Moon (einer von 3 Finalisten beim Google Lunar X-Prize).